# Tony Atlas
Anthony White, meglio conosciuto col ring name Tony Atlas (Roanoke, 23 aprile 1954), è un wrestler ed ex culturista statunitense.

## Carriera nel wrestling

### Anni settanta–novanta
Atlas iniziò la sua carriera da wrestler nel 1974 lottando nella National Wrestling Alliance nell'area della World Wide/Mid Atlantic. Il suo debutto datato 10 luglio, fu in un incontro tag team in coppia con Bob Bruggers contro Art Neilson & The Blue Scorpion. Il match terminò con Atlas che fece vincere il match al suo team facendo addormentare The Blue Scorpion con la presa sleeper hold.

#### "Mr. USA" Tony Atlas

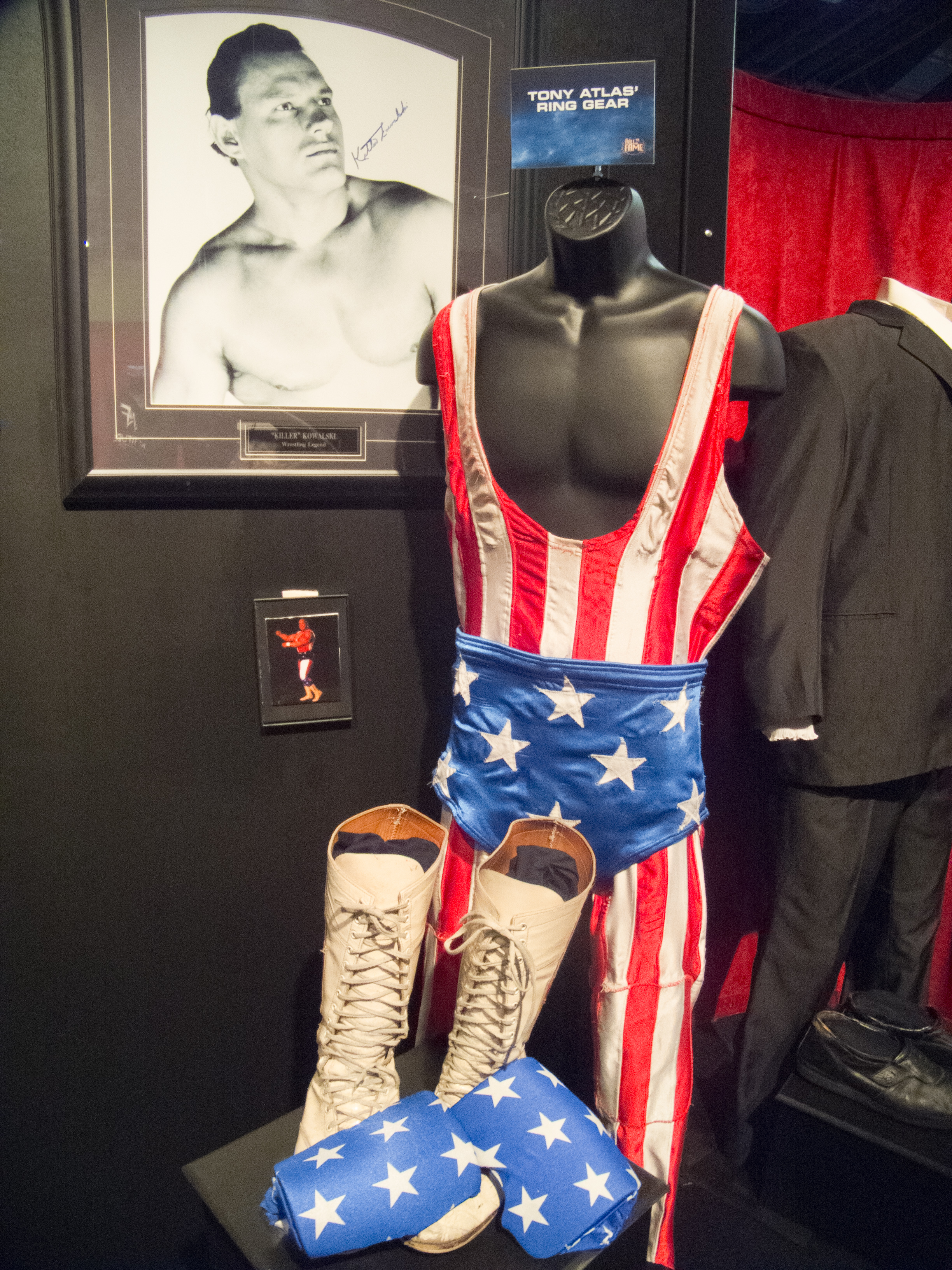
La tenuta di Atlas come "Mr. USA".

Lottatore dal fisico imponente, in carriera lavorò per World Championship Wrestling, Jim Crockett Promotions, World Wrestling Council, World Class Championship Wrestling, American Wrestling Association, e World Wrestling Federation. Tra i suoi partner abituali di tag team c'erano Tommy Rich, Dick Murdoch, e Rocky Johnson. Egli fu inoltre il primo uomo in assoluto a schienare Hulk Hogan (anche se in realtà un piede di Hogan si trovava appoggiato a una corda del ring e l'arbitro non si avvide del fatto).
Durante il periodo trascorso nella NWA, Atlas conquistò l'NWA Georgia Tag Team Championship insieme a Tommy Rich. Successivamente fece coppia con Mr. Wrestling II, Thunderbolt Patterson, Kevin Sullivan, e Rocky Johnson. In WWF, Tony lottò in coppia con Rocky Johnson per sconfiggere i Wild Samoans aggiudicandosi il WWF World Tag Team Championship, diventando così parte del primo tag team afroamericano a diventare campione di coppia. Dopo aver perso i titoli contro Adrian Adonis & Dick Murdoch, Johnson se ne andò dalla federazione. Il management WWF avrebbe voluto offrire ad Atlas l'opportunità di conquistare il titolo Intercontinentale, ma causa un problema di droga, Atlas saltò alcune date e divenne inaffidabile fuori e dentro il ring. Fu declassato nel mid card in tag team di breve vita con Ivan Putski, Lanny Poffo, e George Wells. Prese parte alla Battle Royal di WrestleMania 2 venendo eliminato da William "The Refrigerator" Perry. Svolse anche la funzione di jobber, mettendo in luce i nuovi talenti come King Kong Bundy e Harley Race, oppure combattendo con altri "strongmen" quali Hercules e "The Worlds Strongest Man" Ted Arcidi. Proprio in un match con Arcidi svoltosi al Boston Garden entrambi i wrestler furono sonoramente fischiati dal pubblico e presi in giro dai commentatori Gorilla Monsoon & Lord Alfred Hayes per la loro scarsa prova sul ring.
Nel 1987, Tony lasciò la WWF per accasarsi alla texana World Class Championship Wrestling dove iniziò ad usare il soprannome "The Black Superman". Ebbe anche un buon riscontro di popolarità lottando insieme a Skip Young quando vinse il World Class Texas Tag Team Championship. Atlas uscì dalla federazione nel 1988.

#### Testimone dell'omicidio di Bruiser Brody

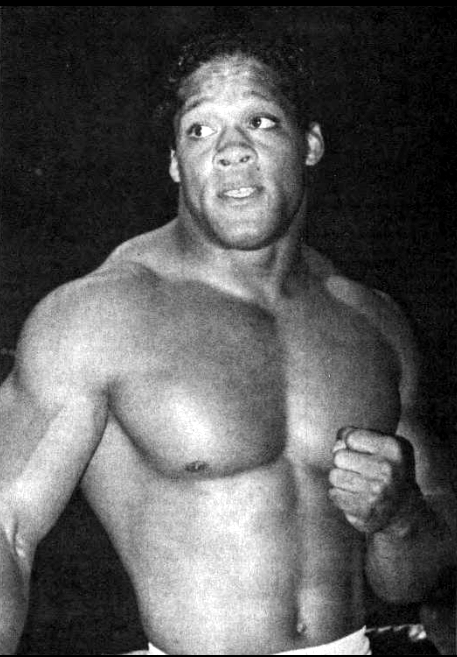
Atlas nel 1981

Il 16 luglio 1988, Atlas partecipò ad un evento WWC a Bayamón (una città nei pressi di San Juan), Porto Rico, dove fu testimone dell'omicidio del lottatore Bruiser Brody (vero nome Frank Goodish). José Huertas González alias Invader 1, wrestler e booker, chiese a Brody di seguirlo nelle docce degli spogliatoi per discutere d'affari. Pochi secondi dopo i due iniziarono a litigare e si sentirono delle urla seguite da un lamento. Atlas corse in direzione delle docce e vide Brody steso sul pavimento che si teneva le mani sullo stomaco, mentre González impugnava un coltello sporco di sangue. Quando giunsero in loco i paramedici, Atlas trasportò di peso Brody fino all'ambulanza. Egli dichiarò di essere stato testimone dell'accoltellamento, ma l'arma del delitto non venne mai rinvenuta. Lui e Dutch Mantel furono chiamati a testimoniare, tuttavia, le citazioni furono inviate un giorno dopo la fine del processo per un ritardo burocratico. González, dichiaratosi sempre innocente, fu inizialmente incriminato per omicidio di primo grado, ma venne poi prosciolto dalle accuse per legittima difesa. Il caso della morte di Goodish è stato discusso in due libri: Bruiser Brody (Crowbar Press) e Brody (ECW Press).
Atlas si spostò quindi nel circuito indipendente a fine 1988. lavorò nella International Championship Wrestling (di proprietà di Mario Savoldi) dove effettuò un turn heel e con manager The Duke (non Pete Doherty) vinse l'ICW Heavyweight Championship sconfiggendo Joe Savoldi. Perse poi il titolo contro Vic Steamboat a Middletown, New York. Ma dopo soli pochi mesi, egli riconquistò la cintura battendo Steamboat.

#### Saba Simba
A fine 1990 dopo una lunga battaglia vinta contro la tossicodipendenza, Atlas tornò in WWF, reinventandosi con il ring name Saba Simba e prese parte alla Royal Rumble del 1991. Il 13 dicembre 2010, Tony apparve a Right After Wrestling e dichiarò che il personaggio di Saba Simba gli aveva salvato la vita in quanto si era ridotto a vivere come un senzatetto in un parco pubblico prima di ricevere la chiamata di Vince McMahon. Interpretava il ruolo di un guerriero di una tribù dell'Uganda, ma la gimmick non ebbe successo, e fu anche considerata razzista. Lasciò la compagnia di Stanford per fare brevemente ritorno alla IWCCW e nel 1992 andò nella WCW, e successivamente (1994) nella American Wrestling Federation (AWF).

### Ritorno in WWE (2008–2014)

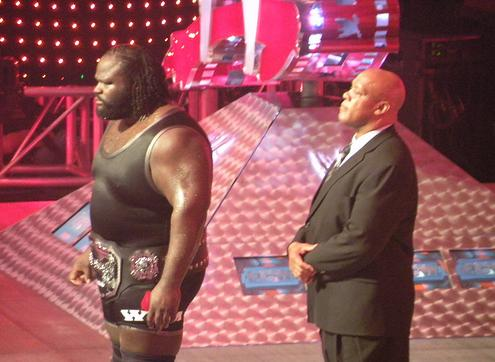
Mark Henry accompagnato da Tony Atlas

L'8 luglio 2008 Tony Atlas apparve durante un programma ECW (all'epoca di proprietà della WWE) nel quale Theodore Long lo introdusse come annunciatore ospite speciale in occasione del main event Tommy Dreamer vs. Mark Henry. Atlas interferì nel match, favorendo la vittoria di Henry. Questa fu la prima volta sin dal 1992 che Atlas si comportò da heel. Egli accompagnò anche Henry al ring durante il ppv The Great American Bash del 2008. Atlas aiutò Mark Henry a mantenere il titolo a SummerSlam, aggredendo Matt Hardy; e durante la puntata di ECW del 19 agosto 2008. All'evento Unforgiven, Atlas cercò di aiutare nuovamente Henry a mantenere il titolo ECW, ma egli perse la cintura in favore di Hardy. Il 9 dicembre a ECW,  Atlas lottò su un ring WWE per la prima volta in 17 anni (insieme a Mark Henry) in un tag team match, dove Atlas & Henry sconfissero Finlay & Hornswoggle. Tony lottò anche contro Evan Bourne nella puntata del 9 giugno 2009 di ECW, perdendo il match. In seguito Henry passò al roster di Raw, ma Atlas non lo seguì e non svolse più la funzione di suo manager.
Il 30 aprile 2010 il contratto di Atlas con la WWE ebbe termine. Tuttavia, egli fece una breve apparizione a Raw durante una delle puntate "Old School" svoltasi il 15 novembre 2010.
Nel 2014 ha fatto parte del cast fisso del reality show WWE Legends' House in onda su WWE Network.

## Personaggio
- Mossa finale
  - Bearhug[8]
  - Military Press Slam
- Manager
  - The Duke
  - Cactus Jack
  - Tony Rumble
  - Dawn Marie Psaltis[9]
- Wrestler assistiti
  - Mark Henry[10]
  - Takeshi Morishima[11]
  - Abraham Washington
- Soprannomi
  - Mr. USA
  - The Black Superman

## Titoli e riconoscimenti
- National Wrestling Alliance
  - NWA Mid-Atlantic Heavyweight Championship (1)
  - NWA Ohio Heavyweight Championship (1)

- Professional Wrestling Hall of Fame
  - Classe del 2021 - Modern Era
- Pro Wrestling Illustrated
  - 64º tra i 500 migliori wrestler singoli nella PWI 500 (1991)
  - 171º tra i 500 migliori wrestler singoli nella "PWI Years" (2003)
  - Most Improved Wrestler of the Year (1980)
- Americas Wrestling Federation
  - AWF North American Heavyweight Championship (1)[12]
- Century Wrestling Alliance
  - CWA Heavyweight Championship (1)[13]
- Eastern Wrestling Alliance
  - EWA Heavyweight Championship (1)[14]
- Georgia Championship Wrestling
  - NWA Georgia Heavyweight Championship (1)[15]
  - NWA Georgia Tag Team Championship (4) – con Tommy Rich (1), Mr. Wrestling II (1), Thunderbolt Patterson (1), & Kevin Sullivan (1)[16]
- International World Class Championship Wrestling
  - IWCCW Heavyweight Championship (2)[17]
- International Wrestling (Quebec)
  - WCWA Brass Knuckles Championship (1)[18]
- Mid-Atlantic Championship Wrestling
  - NWA Mid-Atlantic Heavyweight Championship (1)[19]
- NWA Tri-State
  - NWA West Virginia/Ohio Heavyweight Championship (1)[20]
- New England Pro Wrestling
  - NEPW Heavyweight Championship (1)[21]
- New England Pro Wrestling Hall of Fame
  - Classe del 2009
- Southwest Championship Wrestling
  - SCW Southwest Brass Knuckles Championship (1)[22]
- Universal Superstars of America
  - USA Tag Team Championship (1) - con S.D. Jones[21]
- World Class Wrestling Association
  - WCWA Television Championship (1)[23]
  - WCWA Texas Tag Team Championship (1) – con Skip Young[24]
- World Wide Wrestling Alliance
  - WWWA Intercontinental Championship (2)[21]
- World Wrestling Council
  - WWC North American Tag Team Championship (1) – con Miguel Pérez Jr.[25]
- World Bodybuilding Guild
  - WBBG Hall of Fame (Classe del 2007)[26]
- World Wrestling Federation/Entertainment
  - WWF Tag Team Championship (1) - con Rocky Johnson
  - WWE Hall of Fame (2006)